# Velike Žablje
Velike Žablje (Duits: Sankt Marein an der Wippach) is een plaats in Slovenië en maakt deel uit van de gemeente Ajdovščina in de NUTS-3-regio Goriška. De plaats telde 327 inwoners op 1 januari 2020.

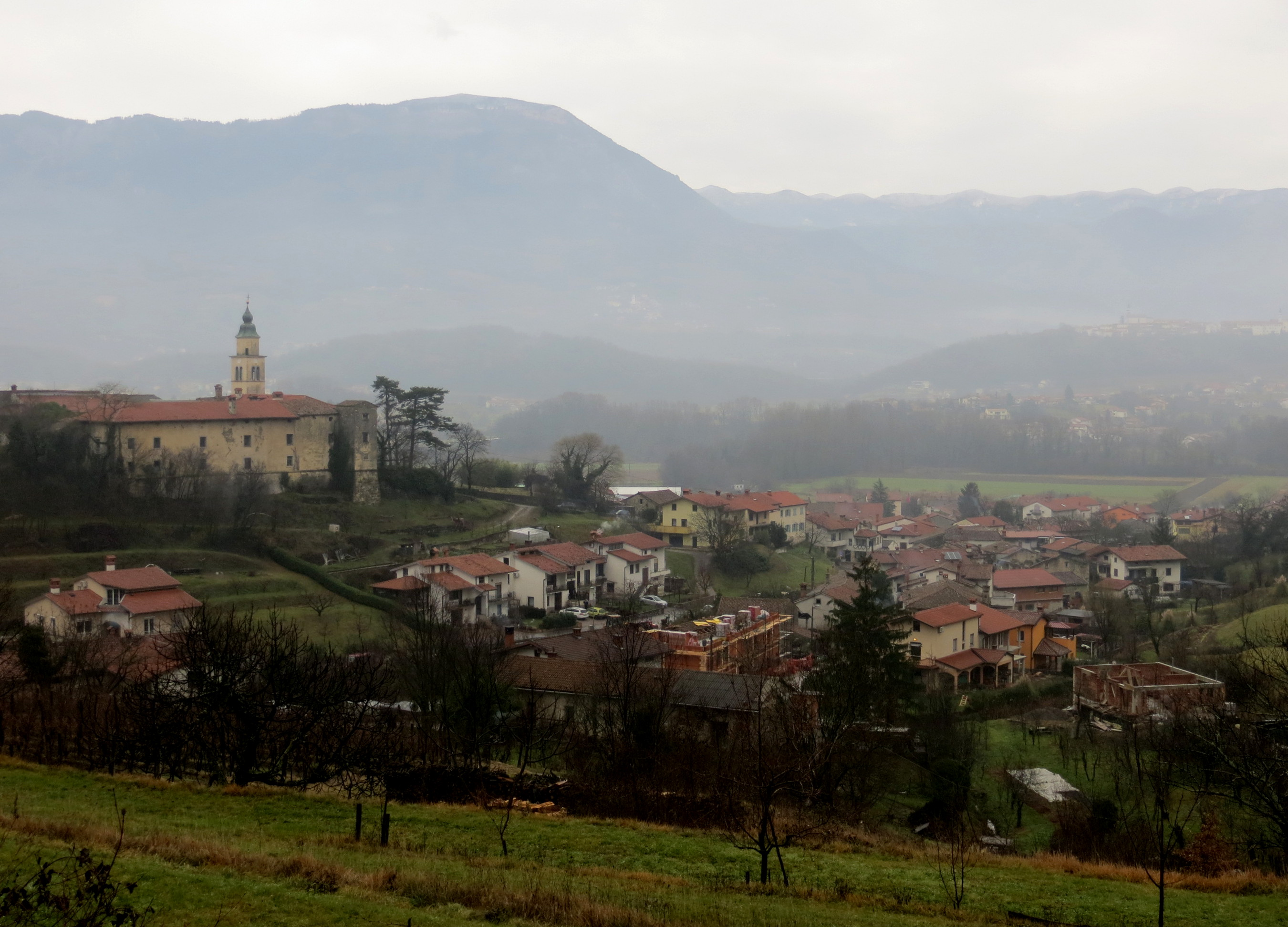
Dorpsaanzicht